# Zettabit
Zettabit (Zb eller Zbit) är en informationsenhet samt en multipel av bit. Namnet kommer av SI-prefixet zetta (Z), för en triljard, och bit (b).
1 zettabit = 1021 bitar = 1 000 000 000 000 000 000 000 bitar
Zettabit är relaterat till enheten zebibit (Zib) – en multipel baserad på det binära prefixet zebi (Zi) – som motsvarar 270 bitar = 1 180 591 620 717 411 300 000 bitar. Ibland används zettabit som synonym till zebibit, trots att SI och IEC avråder från detta.
Zettabit används för att ange överföringshastighet i datornätverk, då i form av zettabit per sekund (Zbps).